# El guardián invisible
El guardián invisible is een Spaanse film uit 2017, geregisseerd door Fernando González Molina. Het is de verfilming van de eerste roman uit de Baztan-trilogie van de Spaanse schrijfster Dolores Redondo, die zich in en rond de Baztan-vallei afspeelt. De film is sinds 3 augustus 2017 te zien op Netflix.

## Verhaal
Aan de oevers van de Bidasoa in de Baztan-vallei in Navarra wordt het naakte lichaam van een tienermeisje gevonden. Het blijkt om moord te gaan en al gauw wordt deze in verband gebracht met een moord die een maand eerder heeft plaatsgevonden. Inspecteur Amaia Salazar leidt het onderzoek dat haar terugbrengt naar Elizondo, de stad waar ze is opgegroeid en waarvan ze had gezworen er nooit meer naar terug te keren. Ondanks haar zware verleden probeert ze koste wat kost de seriemoordenaar te vinden, tijdens een onderzoek tussen bijgeloof, hekserij en Baskische mythologie.

## Rolverdeling
| Acteur                | Personage                 |
| --------------------- | ------------------------- |
| Marta Etura           | Amaia Salazar             |
| Elvira Mínguez        | Flora Salazar             |
| Nene                  | Jonan Etxaide             |
| Francesc Orella       | Fermín Montes             |
| Itziar Aizpuru        | Tía Engrasi               |
| Benn Northover        | James Westford            |
| Miren Gaztañaga       | Rosario joven             |
| Idurre Puertas        | Amaia niña                |
| Patricia López Arnaiz | Rosaura Salazar           |
| Miquel Fernández      | Padre de Amaia            |
| Mikel Losada          | Freddy                    |
| Quique Gago           | Víctor                    |
| Pedro Casablanc       | Comisario General         |
| Paco Tous             | Dr. San Martín            |
| Ramón Barea           | Alfonso Álvarez de Toledo |
| Manolo Solo           | Dr. Basterra              |
| Colin McFarlane       | Aloisius Dupree           |
| Susi Sánchez          | Rosario                   |

## Ontvangst
Op Rotten Tomatoes geeft 20% van de 5 recensenten de film een positieve recensie, met een gemiddelde score van 6/10.